# Kołowa Przełęcz
Kołowa Przełęcz (słow. Kolové sedlo, niem. Pflockseejoch, węg. Karó-tavi-hágó) – szeroka przełęcz w słowackiej części Tatr Wysokich, położona na wysokości 2092 m (według jednego z dawniejszych pomiarów 2090 m). Jest najniższym zagłębieniem grani głównej na jej odcinku pomiędzy Czerwoną Turnią w masywie Kołowego Szczytu na południowym zachodzie a Jagnięcym Szczytem na północnym wschodzie.
Powyżej Kołowej Przełęczy w południowo-zachodniej grani Jagnięcego Szczytu, nazywanej także Granią Townsona, znajdują się kolejno:
- Kołowy Przechód (Kolový priechod),
- Wyżni Kołowy Przechód (Vyšný Kolový priechod),
- Mały Jagnięcy Kopiniak (Malý jahňací zub),
- Niżni Jagnięcy Karb (Nižný jahňací zárez),
- Wielki Jagnięcy Kopiniak (Veľký jahňací zub),
- Wyżni Jagnięcy Karb (Vyšný jahňací zárez)[6].

Z kolei w grani opadającej od uskoku w północno-wschodniej grani Czerwonej Turni wyróżnia się jeszcze jedną przełączkę: Czerwoną Szczerbinę.

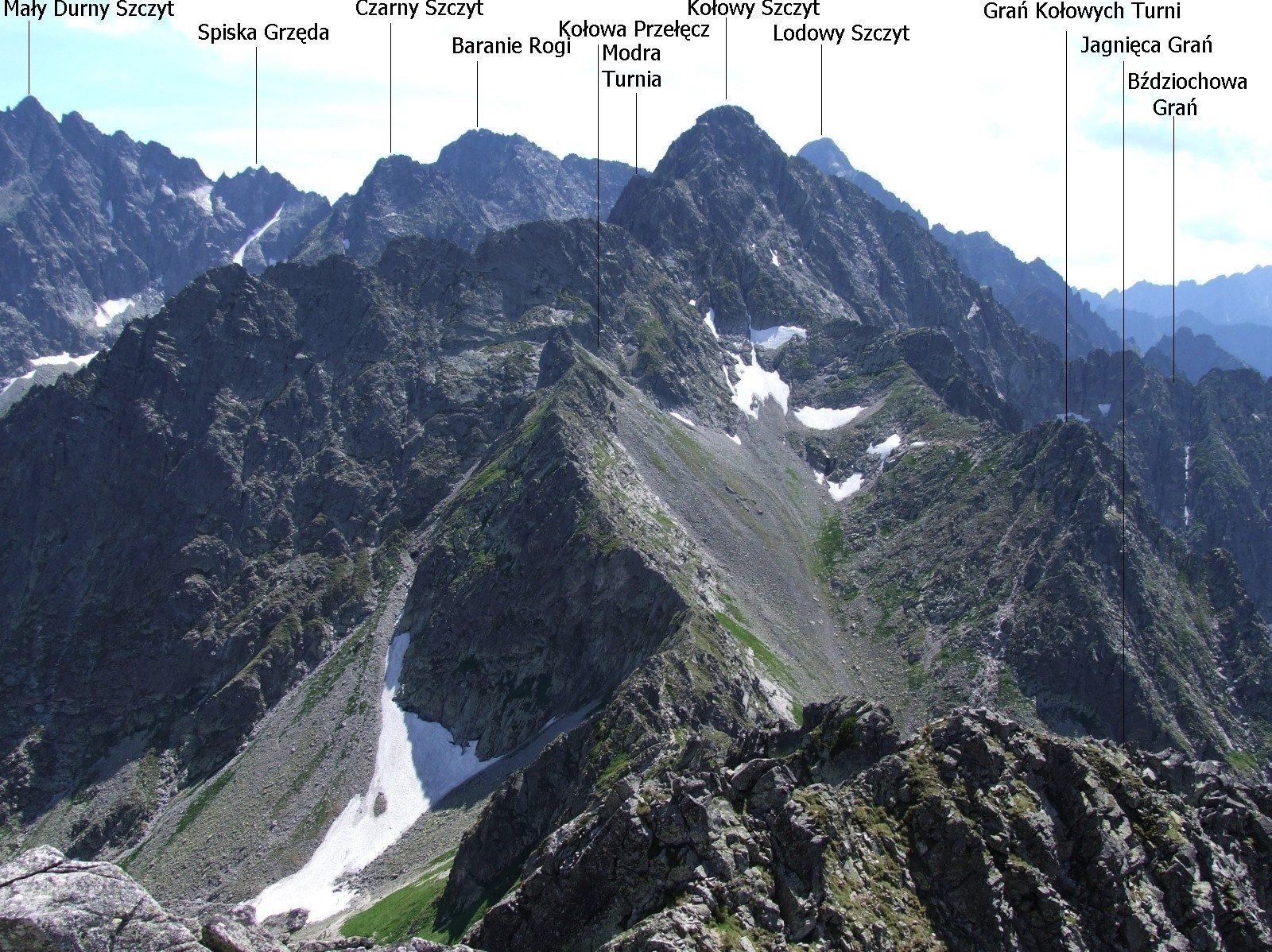
Widok z Jagnięcego Szczytu

Po zachodniej stronie przełęczy położone jest Bździochowe Korycisko (Kotlinka pod Kolovým sedlom) będące odgałęzieniem Doliny Kołowej (Kolová dolina), a po wschodniej – Dolina Jagnięca (Červená dolina), odnoga Doliny Zielonej Kieżmarskiej. Od strony Doliny Kołowej pod najniższy punkt Kołowej Przełęczy prowadzi trawiasta półka. Do Doliny Jagnięcej stoki opadają z siodła natomiast kruche urwiska.
Na przełęcz nie wyprowadza żaden szlak turystyczny, natomiast przez położony ok. 30 m wyżej Kołowy Przechód wiedzie żółto znakowany szlak turystyczny ze schroniska nad Zielonym Stawem Kieżmarskim przez Dolinę Jagnięcą na Jagnięcy Szczyt. Przejście przez Kołową Przełęcz i Kołowy Przechód jest najłatwiejszym połączeniem Doliny Kołowej z Jagnięcą i było od dawna (zapewne już w połowie XVIII wieku) znane strzelcom z okolicznych miejscowości. Ponieważ z Doliny Kołowej bardziej dostępna jest Kołowa Przełęcz, a z Doliny Jagnięcej Kołowy Przechód, przejście wiedzie granią między nimi. Droga wprost od wschodu na Kołową Przełęcz jest częściowo dość trudna (II w skali UIAA) i prowadzi w niebezpiecznym terenie.
Pierwsze znane wejścia na Kołową Przełęcz:
- latem – Eduard Blásy i towarzysze, ok. 1850 r.,
- zimą – Gyula Hefty i Lajos Rokfalusy, 3 grudnia 1911 r.[3]